# 博多·翁德赖奥
博多·翁德赖奥（匈牙利語：Bodó Andrea，1934年8月4日—2022年9月21日），匈牙利女子竞技体操运动员。她曾代表匈牙利在奥林匹克运动会体操比赛中获得1枚金牌、2枚银牌和1枚铜牌。